# Patio Olmos

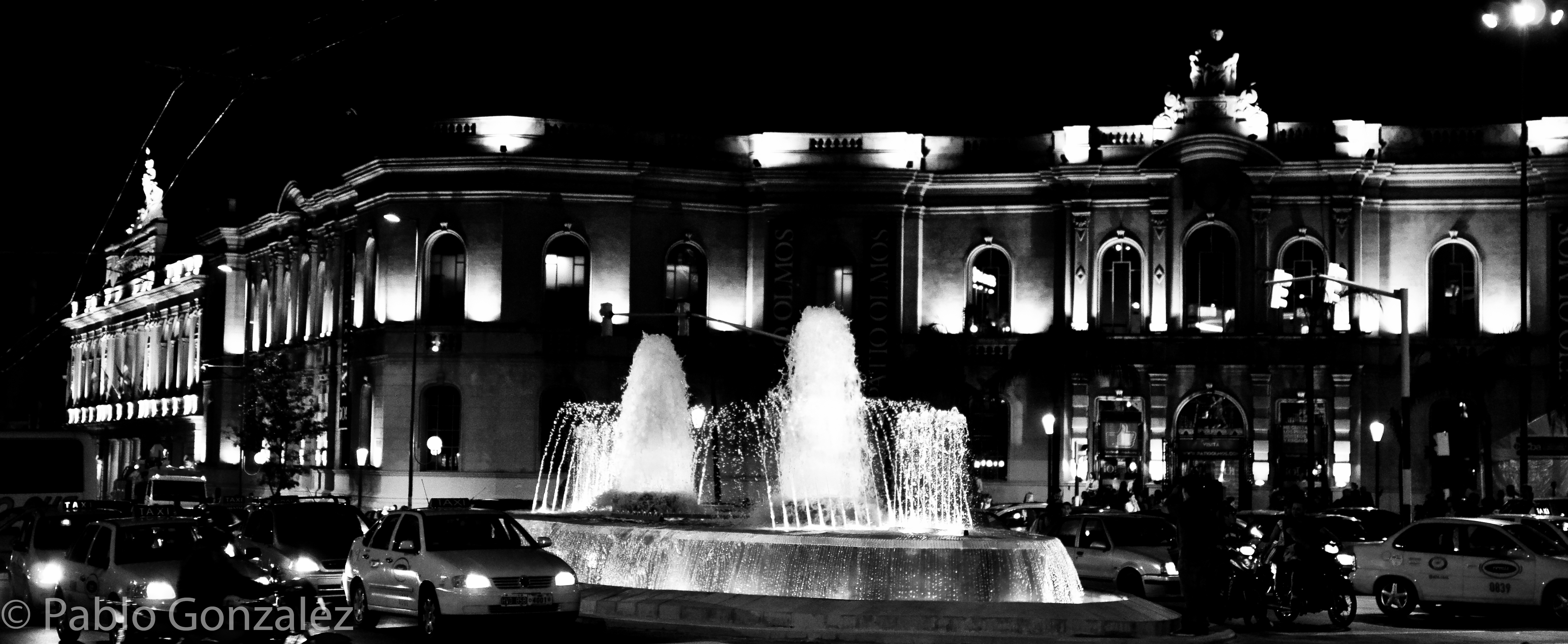
Patio Olmos y fuente.

El Patio Olmos  es actualmente un centro comercial en la ciudad argentina de Córdoba, se trata de uno de los edificios arquitectónicamente más significativos de dicha ciudad. El edificio es propiedad de IRSA, mientras que la gestión del centro comercial es realizada mediante concesión.

## Ubicación
La entrada principal está en la esquina de la Avenida Vélez Sársfield con el Bulevar San Juan. 

## Historia
El desarrollo, a inicios de siglo XX, de un suburbio en el sureste de la ciudad de Córdoba impulsado por el empresario Miguel Crisol  fue acompañado por una oleada de inversión pública y consiguientes obras públicas, entre las primeras de tales obras públicas se destacó la escuela secundaria para muchachos la cual fue encargada por el gobernador José Vicente de Olmos en 1906 y construida por el Ministerio de Obras Públicas de la Provincia de Córdoba. El edificio fue diseñado por el arquitecto Elías Senestrari teniendo como modelo el resurgimiento del Renacimiento; el edificio del colegio fue inaugurado el 5 de noviembre de 1909. El gobernador Olmos, quien había fallecido poco antes, fue honrado al dársele su nombre al entonces nuevo colegio.

## El paseo

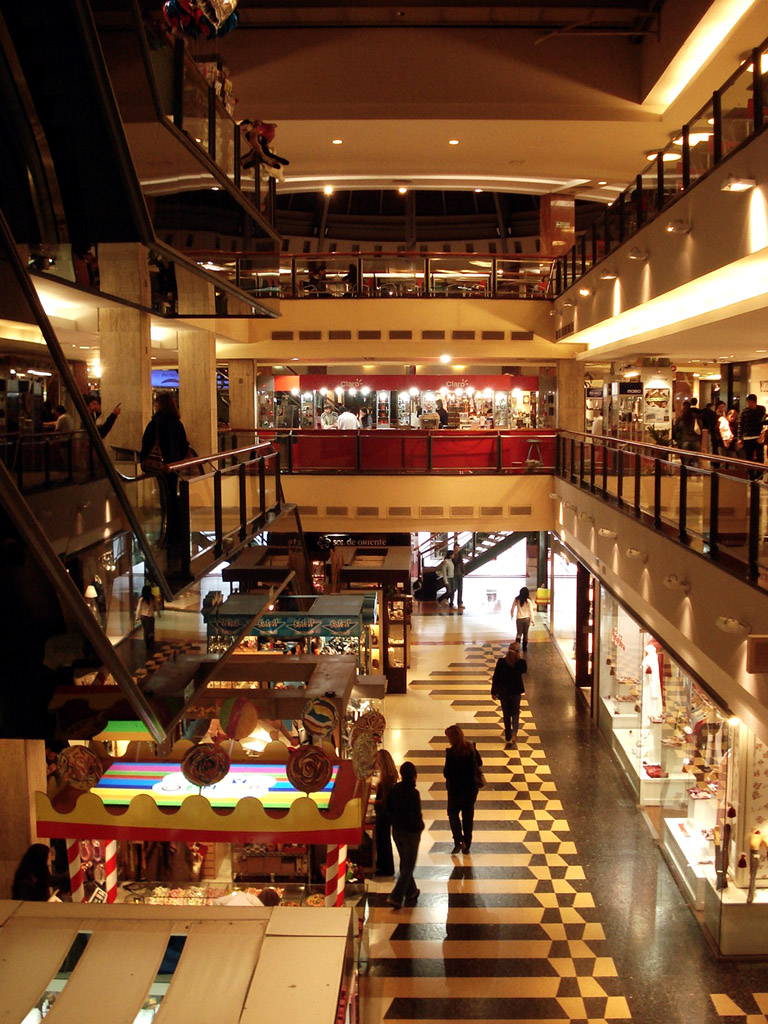
Vista de una de las galerías.

Situado en la esquina noreste de la intersección de tres importantes avenidas, la escuela de planta semicircular fue diseñada para maximizar el área de los salones de clases teniendo una capacidad original de 500 alumnos se amplió posteriormente a 800.

El terremoto de Caucete  ocurrido en la provincia de San Juan en el año 1977  a pesar de los 480 km de distancia respecto a la ciudad de Córdoba, causó daños estructurales en el edificio del colegio y esto llevó a su cierre.
 
La construcción permaneció abandonada hasta que en 1990 por una iniciativa del gobernador Eduardo Angeloz tuvo como resultado el inicio de la restauración del edificio. Por medio de un acuerdo firmado en 1992 entre la Provincia de Córdoba, los propietarios del edificio y un consorcio de dos promotores locales permitió a las empresas un contrato de arrendamiento de 35 años a una renta simbólica mensual a cambio de su desarrollo de la antigua escuela en una galería de tiendas de lujo que fue inaugurada en mayo de 1995 como Patio Olmos Shopping Center.

Los contratos han provocado creciente controversia a raíz de la falta de pago de impuestos, las demoras en la construcción prometida de un anexo para el Teatro del Libertador General San Martín, y los nexos del consorcio de la junta de directores con el quebrado Banco Mayo. En el 2006 el edificio fue vendido a IRSA, una de las principales empresas de desarrollo inmobiliario instaladas en Argentina. La rápida venta implicó que   Córdoba  rescindiera los polémicos contratos de arrendamiento, aunque el precio de venta del edificio ( 32,5 millones de U$D)   habría sido muy por debajo del valor de mercado.
Actualmente el Shopping Patio Olmos sigue siendo uno de los más importantes centros comerciales de Córdoba, con marcas como Lacoste, Cacharel, La Martina, Carmen Steffens, Levi's, 47 Street, Adidas, entre otras alojadas en  más de 180 puntos de venta en 45.000 m²  de las salas de la zona interior, un complejo de cines (Multiplex o cine multisala) operado por el Grupo Hoyts y Un S.U.M a nivel internacional denominado City Entertainmet.

## La esquina del Olmos

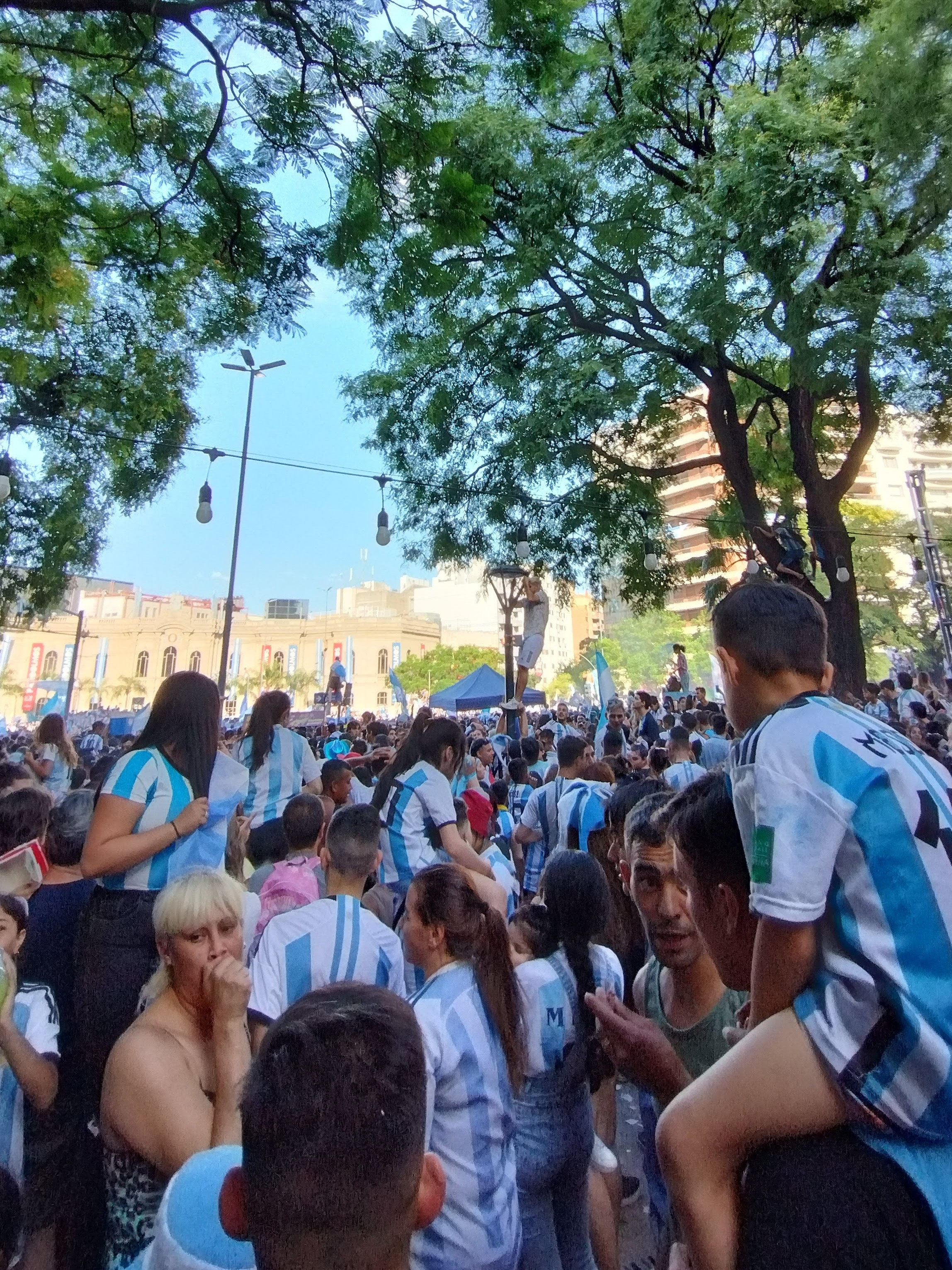
Celebraciones por el Mundial de Fútbol junto al Patio Olmos en 2022.

El Patio Olmos es sede de festejos deportivos y reclamos políticos por igual. Los simpatizantes de los clubes de Córdoba encuentran en esta esquina un punto de celebración. Asimismo, las marchas y manifestaciones generalmente suceden o concluyen en esta famosa intersección.
Generalmente la concentración es justo frente al centro comercial, muchas veces, y dependiendo de la cantidad de gente, ocupando los alrededores de la fuente o extendiéndose por la Av. Vélez Sarsfield.
Algunos de las más numerosas incluyen el campeonato mundial de la selección argentina de fútbol obtenido en 2022, los ascensos de Talleres, Instituto y Belgrano a Primera División, y los títulos futbolísticos de la Copa América en 2021 y 2024.
Entre los encuentros políticos, destacan el Día de la Mujer, el Día de la Memoria por la Verdad y la Justicia y el Día de la Lealtad, entre otros. En 2024, la Marcha Federal Universitaria se posicionó como la más numerosa, con una convocatoria de más de 70 mil estudiantes, docentes y no docentes de la ciudad para reclamar por los recortes de presupuesto del gobierno nacional de Javier Milei. El número volvió a superarse con las 150 mil personas que se reunieron el 24 de marzo de 2025 para marchar bajo la consigna "frente a la crueldad y la impunidad, la Memoria nos une por un país solidario".